# 水邊圍

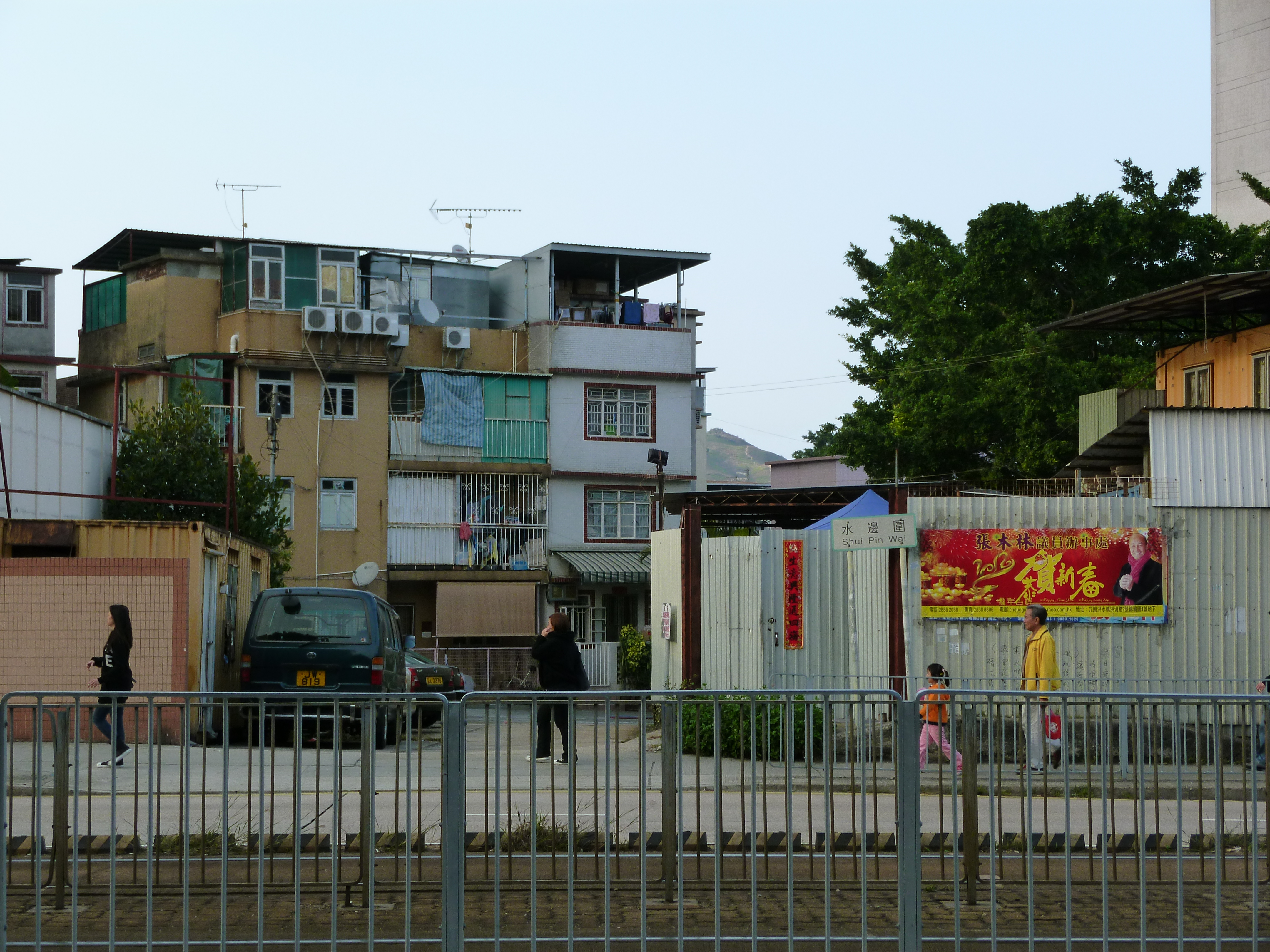
水邊圍

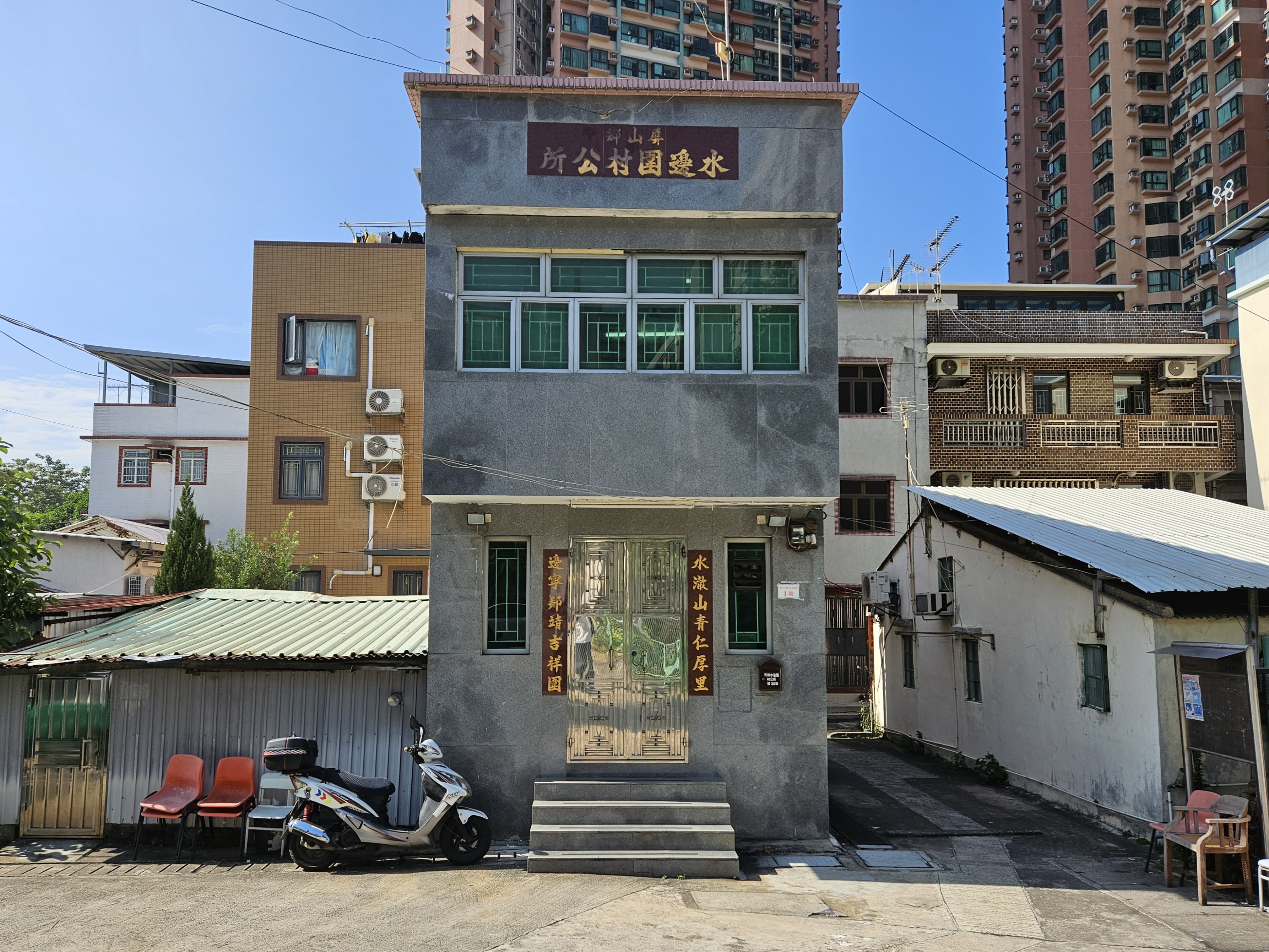
屏山鄉水邊圍村公所

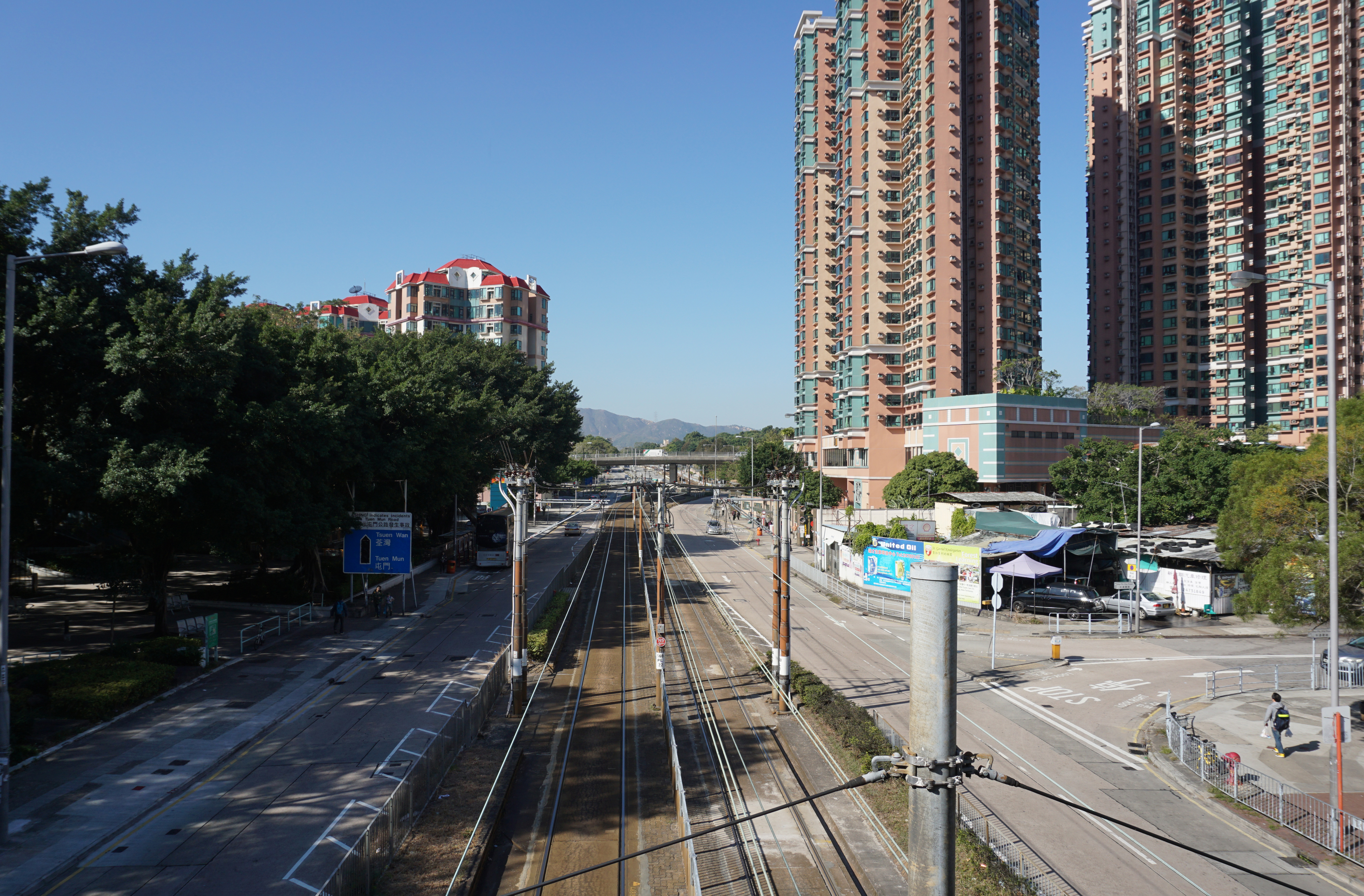
青山公路－屏山段近水邊圍

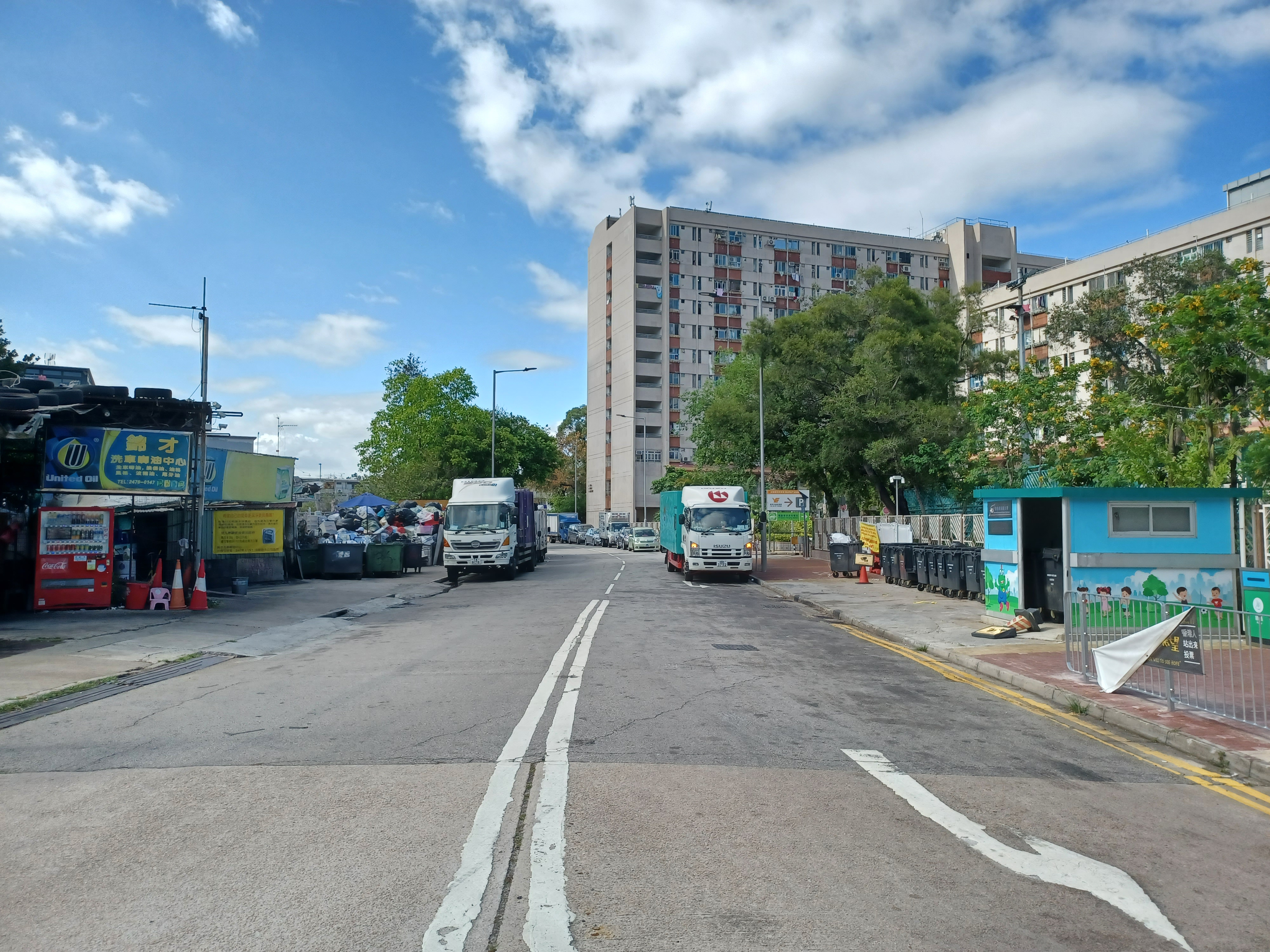
水邊圍路

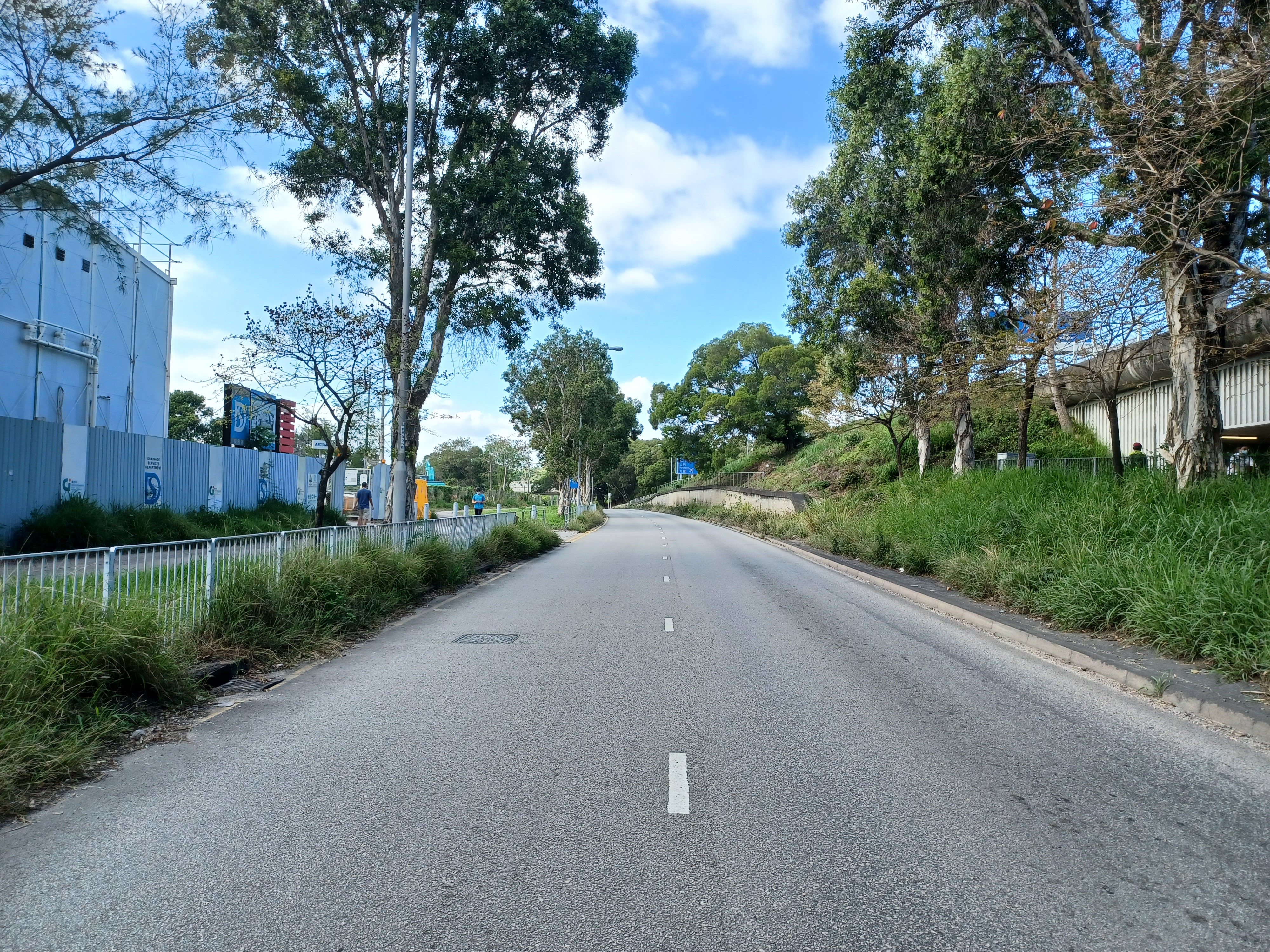
水邊圍交匯處

水邊圍（英語：Shui Pin Wai）是香港新界元朗市中心西面一條圍村，並泛指該處一帶地方，計有圍村「水邊圍」、原居民村落「水邊村」（根據《在新界小型屋宇政策下之認可鄉村名冊》，兩者均屬屏山）、公共屋邨「水邊圍邨」及一帶的公共設施，前者及後者之間有一條名為水邊圍路的南北走向道路連接媽橫路及青山公路－屏山段。其中水邊圍邨因這個地名而得名。香港輕鐵在區內設有水邊圍站。朗天路與數條元朗市中心道路於水邊圍交匯處連接。